# Angelo Mascheroni
Angelo Mascheroni (Bergamo, 1855 – Bergamo, 1905) è stato un pianista, compositore e direttore d'orchestra italiano, fratello di Edoardo.
Sue ad esempio Eternamente per voce e violino, famosa nell'esecuzione con Enrico Caruso e Il mal d'amore (1898), opera in due atti su libretto di Ferdinando Fontana.

## Biografia
Studiò presso l'Istituto Superiore Studi Musicali Gaetano Donizetti, conservatorio della sua città natale, sotto la guida di Alessandro Nini, diventando direttore d'orchestra nel 1874, all'età di diciannove anni. Iniziò a viaggiare inizialmente per l'Europa, per poi visitare i paesi d'oltreoceano.
Visse cinque anni a Parigi iscrivendosi al conservatorio, per specializzarsi in composizione, allievo di Léo Delibes, e perfezionare la conoscenza del pianoforte con Camille Saint-Saëns